# شيريل باريس
شيريل باريس (بالإنجليزية: Cheryl Paris)‏ هي ممثلة أمريكية، ولدت في 1959 في بورلي في الولايات المتحدة.

## وصلات خارجية
- شيريل باريس على موقع IMDb (الإنجليزية)
- شيريل باريس على موقع قاعدة بيانات الفيلم (الإنجليزية)